# Natalie Dormer
Natalie Dormer, född 11 februari 1982 i Reading, Berkshire, England, är en brittisk skådespelare.
Dormer spelade rollen som Victoria i Casanova och Anne Boleyn i The Tudors. Hon spelade rollen som Margaery Tyrell i TV-serien Game of Thrones.

## Filmografi i urval
- 2005 – Casanova, som Victoria
- 2007 – The Tudors (TV-serie), som Anne Boleyn
- 2011 – W.E., som Elizabeth Bowes-Lyon
- 2011 – Captain America: The First Avenger, som Private Lorraine
- 2011–2016 – Game of Thrones (TV-serie), som Margaery Tyrell
- 2013–2015 – Elementary (TV-serie), som Jamie Moriarty/Irene Adler
- 2013 – Rush, som Gemma
- 2013 – The Counselor, som The Blonde
- 2013 – Vigselringen, som Millie
- 2014 – The Hunger Games: Mockingjay – Part 1, som Cressida
- 2014 – The Riot Club, som Charlie
- 2015 – The Hunger Games: Mockingjay – Part 2, som Cressida
- 2015 – The Scandalous Lady W, som Seymour Fleming
- 2016 – The Forest, som Sara och Jess Price
- 2018 – Picnic at Hanging Rock (TV-serie), som Mrs. Appleyard
- 2018 – In Darkness, som Sofia McKendrick
- 2020 – Penny Dreadful: City of Angels (TV-serie), som Alex